# دينو أورباني
دينو أورباني (بالإيطالية: Dino Urbani)‏ هو مبارز بالسيف إيطالي، ولد في 8 مارس 1882 في ليفورنو في إيطاليا، وتوفي في 9 مايو 1958 في فاريزي في إيطاليا.

## وصلات خارجية
- دينو أورباني على موقع اللجنة الأولمبية الدولية (الإنجليزية)
- دينو أورباني على موقع أوليمبيديا (الإنجليزية)
- دينو أورباني على موقع اللجنة الأولمبية الإيطالية (الإيطالية)